# Lars Rüdiger
Lars Rüdiger (Berlino, 17 aprile 1996) è un tuffatore tedesco.

## Biografia
È stato allenato da Andreas Hampel (2006-2008) e da Charles Law (2008-2009). Dal 2009 è allenato da Igor Gulov.
Ha vinto la sua prima medaglia internazionale ai campionati europei di nuoto di Glasgow 2018, in coppia con Patrick Hausding, nel trampolino 3 metri sincro, terminando la gara al terzo posto alle spalle della coppia russa (Evgenij Kuznecov e Il'ja Zacharov) e di quella britannica (Jack Laugher e Christopher Mears).

## Palmarès
- Giochi olimpici

Tokio 2020: bronzo nel sincro 3 m.
- Mondiali

Budapest 2022: bronzo nel sincro 3 m.
- Europei di nuoto/tuffi

Glasgow 2018: bronzo nel sincro 3 m.
Kiev 2019: argento nel sincro 3 m.
Budapest 2020: oro nel sincro 3 m.
- Universiade

Taipiei 2017: bronzo nella gara a squadre.